# Parque nacional de Doi Chong
El Parque nacional de Doi Chong es un área protegida del norte de Tailandia, en las provincias de Lampang y Lamphun. Tiene una extensión de 332 kilómetros cuadrados. 
Su paisaje es montañoso y con bosques caducifolios. El punto más alto son los 1.339 msnm del Doi Jong. Aquí nacen varios afluentes del Mae Nam Wang, que es el principal río de Lampang.